# Радомишъл
Радомишъл (на украински: Радомишль) е град в Украйна. Намира се в Житомирска област. Населението на града е около 14 109 души. До 2020 г. е административен център на закрития Радомишълски район.

## История
Територията на Радомишъл, според археологическите проучвания, е обитавана от хора в горната палеолитна епоха преди 35 – 30 хиляди години. Останките от ранно славянско селище, открито от археолозите на територията на града, датират от VI – VII век.
Първото известно писмено споменаване на Радомишъл датира от 1150 г., споменава се в Ипатиевската хроника под името Мическ, среща се и името Мик-Город (вероятно поради името на една от реките, протичащи през него – река Мика). За последен път за Мическ се споменава в края на XIV век.

### 1569 – 1795
От 16-ти век Мическ се споменава като Радомисъл. След Люблинската уния през 1569 г. градът е част от Жечпосполита.
През 1612 г. в Радомишъл е отворена фабрика за хартия, обслужваща нуждите на Киевско-Печерската лавра. През 1746 г. градът става седалище на униатските митрополити. По това време значението му се увеличава. Построен е замъкът Радомишъл, заобиколен от ров и вал, където се намират резиденцията и хазната на митрополита.
През 1763 г. в центъра на града, на мястото на опожарена църква, е построена катедралната църква „Света Троица“.

### 1795 – 1917
След третата подялба на Жечпосполита през 1795 г., градът като част от Дяснобрежна Украйна става част от Руската империя и се превръща в окръжен град във Волинската губерния. Униатската митрополия и нейната резиденция в Радомищъл са ликвидирани.
През 1797 г. градът се превръща в център на Радомишълски уезд в Киевска губерния. През тази година населението възлиза на 1829 жители. Развитието на града е улеснено от пътя Киев-Брест, построена през 60-те години.
През 1899 г. има 1331 жилищни къщи и 11 154 жители, от които повече от хиляда занаятчии, 13 предприятия (пет кожарни завода, три мелници и др.), две спестовни каси, двукласни градски мъжки и женски училища с подготвителен клас, начално училище, книжарница с библиотека, две болници, три православни църкви, католическа църква и осем еврейски синагоги и молитвени къщи.

### 1918 – 1991
През август 1920 г. започва издаването на местен вестник, а през 1923 г. Радомишъл става областен център. През 1927 г. на мястото на цеха е създадена мебелна фабрика, а през 1930 г. е построена сладкарница. През 1932 г. е открита регионална машинно-тракторна станция.
По време на Втората световна война, на 7 юли 1941 г., в покрайнините на града започват битки, които придобиват ожесточен характер, но на 9 юли 1941 г. Радомишъл е окупиран от германски войски.
На 8 и 9 август 1941 г. в две канавки в гората нацистите избиват около 6500 жители на града с еврейска националност, а телата на жертвите на Холокоста впоследствие са презаровени в масов гроб на градските гробища. Едва много години след войната населението на града достига предвоенното си ниво.
На 10 ноември 1943 г. германските войски са изгонени от града, но след това те предприемат контранастъпление и на 7 декември 1943 г. отново превземат Радомишъл. На 26 декември 1943 г., по време на настъпателната Житомирско-Бердичевска операция, градът е окончателно освободен от съветските войски.
През 1975 г. населението е 15,1 хиляди души. Най-големите предприятия са машиностроителен завод (който произвежда влакове за транспортиране на дървен материал, дървесни стърготини и др.), завод за найлонови изделия, консервна фабрика, маслозавод, фуражна мелница, пивоварна и др. Работят също фабрика за мебели и тухлени заводи.
През януари 1989 г. населението е 16 999.

## Транспорт
Градът се намира на 30 km от ж.п. гара Ирша (на линията Киев – Коростен).

## Личности
- Рива Наумовна Балясная – съветско-еврейски поет и писател
- Владимир Бурба – герой на Съветския съюз
- Абрам Веледницки – литературен критик
- Лев Зубок – историк
- Борис Кривоглаз – един от основателите на трудовата медицина в Украйна
- Василий Незабитовски – учен и юрист
- Юрий Метлушенко – колоездач
- Олександър Зинченко – футболист на украинския национален отбор по футбол
- Юрий Миненко – оперен певец

## Галерия
- Бюст на Тарас Шевченко (1964)
- Паметник „Бойци за свободата на Украйна“
- Паметник на ликвидаторите в АЕЦ Чернобил